# Шатору, Эд де
Эд де Шатору́ (фр. Eudes de Châteauroux, также известный как Ottone de Castro Rodolfi da Châteroux, Odo de Castro Radulfi, его имя также пишут как Odon) , (1190, Шатору — 25 января 1273, Орвието) — французский кардинал, декан Коллегии кардиналов c 1254 по 1273 года. Его брат Гуго был епископом Пуатье c 1259 по 1271 года.

## Биография
Учился в Парижском университете в течение первого десятилетия XIII века, получил звание магистра и профессора в 1229 году. Консистория 28 мая 1244 года провозгласила его кардиналом-епископом Фраскати. Участник Первого Лионского собора 1245 года. Участвовал в выборах папы 1254 (Александр IV), 1261 (Урбан IV), 1265 (Климент IV) и 1271 (Григорий X) годов.